# Organización territorial de Suecia
Suecia está dividida administrativamente en 21 län, un término equivalente al de provincia, condado, departamento o feudo.
También existe una división histórica en 25 landskap (provincias, regiones, o comarcas históricas) que no tienen importancia administrativa, pero si cultural. 
En cada provincia administrativa (län) existe un gobierno civil (länsstyrelse) que es dirigido por el gobernador civil nombrado por el gobierno. Existe también una diputación provincial (landsting), dirigida por una asamblea elegida por los habitantes de la provincia. La diputación es responsable de los servicios médico-sanitarios, los transportes públicos (en muchos casos junto con los municipios) y en ciertas materias culturales.
Cada provincia se encuentra dividido a su vez en municipios (kommuner), siendo un total de 290 en todo el país. Los municipios son responsables de la educación infantil, primaria y secundaria, de los servicios sociales y de la planificación urbanística.
Suecia se ha considerado dividida históricamente en 25 landskap (provincias históricas). Actualmente no tienen ninguna función administrativa, pero si una importante relevancia cultural e histórica entre los suecos. Varias de las provincias históricas coinciden en nombre con los condados o provincias administrativas, pero no necesariamente en los límites territoriales tradicionales. (Ver el cuadro que sigue para apreciar los cambios.)
Existe también una división geográfica en 3 regiones históricas de Suecia (landsdelar) que son las tres áreas grandes en que tradicionalmente se agrupan las provincias de Suecia (actuales e históricas). No tienen valor administrativo, pero se usan para indicar la localización de una provincia en el país y en los informes meteorológicos. Esas regiones son las siguientes:
- Norrland («Tierra del Norte») corresponde a la región del norte.
- Svealand («Tierra de los Suiones») que es el centro de Suecia. Esta región, centrada en la provincia histórica de Uppland, explica el origen del nombre de "Suecia" en sueco: Sverige = "Svea rike" (País de los "svear").
- Götaland («Tierra del los godos») corresponde al sur de Suecia.

| Regiones | Organización histórica: provincias históricas (landskap) | Organización histórica: provincias históricas (landskap) |
| -------- | -------------------------------------------------------- | -------------------------------------------------------- |
| Norrland | Ångermanland                                             | landskap                                                 |
| Norrland | Gästrikland                                              | landskap                                                 |
| Norrland | Hälsingland                                              | landskap                                                 |
| Norrland | Härjedalen                                               | landskap                                                 |
| Norrland | Jämtland                                                 | landskap                                                 |
| Norrland | Lappland (Laponia)                                       | landskap                                                 |
| Norrland | Medelpad                                                 | landskap                                                 |
| Norrland | Norrbotten                                               | landskap                                                 |
| Norrland | Västerbotten                                             | landskap                                                 |
| Svealand | Dalecarlia                                               | landskap                                                 |
| Svealand | Närke                                                    | landskap                                                 |
| Svealand | Södermanland                                             | landskap                                                 |
| Svealand | Uppland                                                  | landskap                                                 |
| Svealand | Värmland                                                 | landskap                                                 |
| Svealand | Västmanland                                              | landskap                                                 |
| Götaland | Blekinge                                                 | landskap                                                 |
| Götaland | Bohuslän                                                 | landskap                                                 |
| Götaland | Dalsland                                                 | landskap                                                 |
| Götaland | Gotland                                                  | landskap                                                 |
| Götaland | Halland                                                  | landskap                                                 |
| Götaland | Öland                                                    | landskap                                                 |
| Götaland | Östergötland                                             | landskap                                                 |
| Götaland | Escania (Skåne)                                          | landskap                                                 |
| Götaland | Småland                                                  | landskap                                                 |
| Götaland | Västergötland                                            | landskap                                                 |

|          | Siglas | Organización actual: provincias (Län )          | Organización actual: provincias (Län ) | Organización actual: provincias (Län ) |
| -------- | ------ | ----------------------------------------------- | -------------------------------------- | -------------------------------------- |
| Norrland | BD     | Provincia de Norrbotten                         | län                                    |                                        |
| Norrland | AC     | Provincia de Västerbotten                       | län                                    |                                        |
| Norrland | Z      | Provincia de Jämtland                           | län                                    |                                        |
| Norrland | Y      | Provincia de Västernorrland                     | län                                    |                                        |
| Norrland | X      | Provincia de Gävleborg                          | län                                    |                                        |
| Svealand | W      | Provincia de Dalarna (Dalecarlia, "Los Valles") | län                                    |                                        |
| Svealand | S      | Provincia de Värmland                           | län                                    |                                        |
| Svealand | T      | Provincia de Örebro                             | län                                    |                                        |
| Svealand | U      | Provincia de Västmanland                        | län                                    |                                        |
| Svealand | C      | Provincia de Upsala                             | län                                    |                                        |
| Svealand | AB     | Provincia de Estocolmo                          | län                                    |                                        |
| Svealand | D      | Provincia de Södermanland o Sörmland            | län                                    |                                        |
| Götaland | O      | Provincia de Västra Götaland                    | län                                    |                                        |
| Götaland | E      | Provincia de Östergötland                       | län                                    |                                        |
| Götaland | F      | Provincia de Jönköping                          | län                                    |                                        |
| Götaland | H      | Provincia de Kalmar                             | län                                    |                                        |
| Götaland | N      | Provincia de Halland                            | län                                    |                                        |
| Götaland | G      | Provincia de Kronoberg                          | län                                    |                                        |
| Götaland | K      | Provincia de Blekinge                           | län                                    |                                        |
| Götaland | M      | Provincia de Escania (Skåne län)                | län                                    |                                        |
| Götaland | I      | Provincia de Gotland                            | län                                    |                                        |